# Campeonato Nacional de Futebol Feminino 2022–23
Campeonato Nacional Feminino 2022–23 (còn được gọi là Liga BPI vì lý do tài trợ) là phiên bản thứ 38 của Campeonato Nacional Feminino. Benfica là nhà đương kim vô địch của giải đấu.
Sau khi liên tiếp giảm các đội, giải đấu giảm xuống còn 12 đội và thi đấu theo giải đấu sân nhà-sân khách. Định dạng này đã loại bỏ bộ Bắc và Nam, được sử dụng cho đến năm trước.

## Đội bóng
12 đội dự tranh Giải vô địch bóng đá nữ quốc gia Bồ Đào Nha 2022–23.
- Braga
- Clube de Albergaria
- Famalicão
- Länk Vilaverdense
- Valadares Gaia
- Amora
- Atlético Ouriense
- Benfica
- Marítimo
- Sporting CP
- Torreense
- S.F. Damaiense

## Bảng xếp hạng
| VT | Đội                 | ST | T  | H | B  | BT | BB | HS  | Đ  | Giành quyền tham dự hoặc xuống hạng                     |
| -- | ------------------- | -- | -- | - | -- | -- | -- | --- | -- | ------------------------------------------------------- |
| 1  | Benfica (C)         | 22 | 21 | 0 | 1  | 99 | 7  | +92 | 63 | Tham dự vòng loại UEFA Women's Champions League 2023–24 |
| 2  | Sporting CP         | 22 | 17 | 3 | 2  | 67 | 14 | +53 | 54 |                                                         |
| 3  | Braga               | 22 | 16 | 3 | 3  | 60 | 26 | +34 | 51 |                                                         |
| 4  | Famalicão           | 22 | 12 | 4 | 6  | 48 | 24 | +24 | 40 |                                                         |
| 5  | Damaiense           | 22 | 10 | 6 | 6  | 35 | 34 | +1  | 36 |                                                         |
| 6  | Länk Vilaverdense   | 22 | 9  | 1 | 12 | 34 | 47 | −13 | 28 |                                                         |
| 7  | Torreense           | 22 | 6  | 4 | 12 | 25 | 47 | −22 | 22 |                                                         |
| 8  | Clube de Albergaria | 22 | 5  | 6 | 11 | 21 | 54 | −33 | 21 |                                                         |
| 9  | Valadares Gaia      | 22 | 5  | 5 | 12 | 17 | 38 | −21 | 20 |                                                         |
| 10 | Atlético Ouriense   | 22 | 4  | 5 | 13 | 16 | 43 | −27 | 17 | Tham dự play-offs xuống hạng                            |
| 11 | Marítimo            | 22 | 5  | 2 | 15 | 29 | 58 | −29 | 17 | Tham dự play-offs xuống hạng                            |
| 12 | Amora (R)           | 22 | 2  | 1 | 19 | 12 | 71 | −59 | 7  | Xuống hạng đến Campeonato Nacional II Divisão Feminino  |